# Ținutul Ekaterinodar
Ținutul Ekaterinodar (în rusă Екатеринодарский отдел) a fost o unitate administrativ-teritorială (otdel) din regiunea Kuban a Imperiului Rus, constituită în 1869. Centrul administrativ al ținutului a fost orașul Ekaterinodar (actualmente Krasnodar). Populația ținutului era de 245.173 locuitori (în 1897).

## Istorie
Ținutul Ekaterinodar a fost creat în 1869, ca parte a regiunii Kuban. În 1924, „otdel-ul” a fost desființat prin includerea sa în regiunea Kuban-Marea Neagră.

## Geografie
Ținutul Ekaterinodar ocupa o suprafață de 6.551 km² (6.143 de verste). În nord se învecina cu ținutul Kavkaz, în est cu ținutul Maikop, în sud cu gubernia Mării Negre, iar în vest cu ținutul Taman.

## Populație
La recensământul populației din 1897, populația ținutului, inclusiv centrul administrativ – Ekaterinodar (pop. 65.606) era de 245.173 de locuitori, dintre care:
| Grup etnic           | Populație | % Procentaj |
| -------------------- | --------- | ----------- |
| Maloruși (ucraineni) | 126.941   | 51,8%       |
| Velicoruși (ruși)    | 83.751    | 34,1%       |
| Cerchezi             | 19.851    | 8,1%        |
| Greci                | 3.476     | 1,4%        |
| Armeni               | 2.807     | 1,1%        |
| Germani              | 1.481     | 0,6%        |
| Belaruși             | 1.328     | 0,5%        |
| Moldoveni [români]   | 1.056     | 0,4%        |
| alții                | 4.482     |             |

## Diviziuni administrative
În anul 1913, Ținutul Ekaterinodar cuprindea 5 voloste (ocoale), 32 de stanițe, 10 auluri și 3 hutore.